# Alchemilla moncophila
Alchemilla moncophila es una especie de planta del género Alchemilla, perteneciente a la familia Rosaceae.

## Taxonomía
Alchemilla moncophila fue descrita por Plocek en 1986.

## Distribución
Se encuentra en el territorio de los montes Tatras.